# Orlea (Olt)
Orlea é uma comuna romena localizada no distrito de Olt, na região de Oltênia. A comuna possui uma área de 34.31 km² e sua população era de 2702 habitantes segundo o censo de 2007.